# Gøta község
Gøta község (feröeriül: Gøtu kommuna) egy megszűnt község Feröeren. Eysturoy keleti részén feküdt.

## Történelem
A község 1912-ben jött létre Nes és Gøta egyházközség szétválásával, és azóta mindig ugyanazok a települések tartoztak hozzá.
2009. január 1-jén összeolvadt Leirvík községgel, így jött létre Eystur község.

## Önkormányzat és közigazgatás

### Települések
| Település                 | Mióta a község része | Előző község             | Meddig a község része | Következő község | Megjegyzés         |
| ------------------------- | -------------------- | ------------------------ | --------------------- | ---------------- | ------------------ |
| Gøtugjógv                 | 1912                 | Nes és Gøta egyházközség | 2008. december 31.    | Eystur község    | A község székhelye |
| Norðragøta                | 1912                 | Nes és Gøta egyházközség | 2008. december 31.    | Eystur község    |                    |
| Syðrugøta                 | 1912                 | Nes és Gøta egyházközség | 2008. december 31.    | Eystur község    |                    |
| Undir Gøtueiði (Gøtueiði) | 1912                 | Nes és Gøta egyházközség | 2008. december 31.    | Eystur község    |                    |

### Polgármesterek
- Hans Mourits Foldbo ( – 2008)[5]

## Népesség
| Év              | Lakosság |
| --------------- | -------- |
| 1986. január 1. | 931      |
| 1991. január 1. | 954      |
| 1996. január 1. | 872      |
| 2001. január 1. | 968      |
| 2006. január 1. | 1060     |